# Deutsches Theatrum Chemicum
Deutsches Theatrum chemicum ist eine Sammlung alchemistischer Texte überwiegend in deutscher Übersetzung, die von dem Verleger, Drucker und Bibliographen Friedrich Roth-Scholtz (1687–1736) in drei Bänden in Nürnberg (Verlag A. J. Felßecker) veröffentlicht wurde (1728, 1730, 1732).
Sie folgt früheren Sammlungen wie Theatrum Chemicum aus dem 17. Jahrhundert und Bibliotheca Chemica Curiosa (Genf 1702), die aber im Gegensatz zu dieser Sammlung lateinische Texte enthalten. Auch die Textauswahl ist ganz unterschiedlich. Roth-Scholtz will vor allem philosophische Zusammenhänge darstellen und unterhalten und lässt, wie er sich ausdrückt, die Schriften wie Schauspieler im Theater nacheinander auf den Leser wirken. Unter den Schriften ist auch Kurioses wie eine Rechtsauskunft, welchem Ehepartner das durch Transmutation in Gold umgewandelte Silbergeschirr gehört. Dies macht auch deutlich, dass er sich an breitere, bürgerliche Leserkreise wendet als seine lateinisch abgefassten Vorgänger-Editionen, die sich an Gelehrte wandten.
John Ferguson lobt, dass dort auch Einführungen und biographische Informationen mit sonst nicht zugänglichem Material abgedruckt sind, z. B. Nachforschungen durch Georg Wolfgang Wedel zu Basilius Valentinus. Das Buch enthält Illustrationen, so ein Porträt des Herausgebers Roth-Scholtz.
Im letzten Band schreibt Roth-Scholtz, er hätte einen vierten Band schon fast fertig vorbereitet. Dieser erschien nie. Eine zweite Auflage erschien in Frankfurt und Leipzig 1767 bis 1772.

## Inhalt
Der vollständige Titel lautet: Deutsches theatrum chemicum, auf welchem der berühmtesten Philosophen und Alchymisten Schrifften, die von dem Stein der Weisen, von Verwandlung der schlechten Metalle in bessere, von Kräutern, von Thieren, von Gesund- und Sauer-Brunnen, von warmen Bädern, von herrlichen Artzneyen und von andern grossen Geheimnüssen der Natur handeln, welche bisshero entweder niemahls gedruckt, oder doch sonsten sehr rar worden sind, vorgestellet werden durch Friederich Roth-Scholtzen.

### Band 1
- Jo. Francisci Buddei (Johann Franz Buddeus): Untersuchung von der Alchemie (S. 1–146)
- Georg Philipp Nenters[2] Bericht von der Alchemie (S. 147–218);
- Wilhelm von Schröder: Wilhelm Greyherr von Schröderns Unterricht zum Goldmachen (S. 219–288)
- Treuhertzige Warnungs-Vermahnung an alle Liebhaber der Natur-gemesen Alchemie (S. 289–312)
- Leonhard Müllners gründlicher Bericht von der Generation und Geburth der Metallen (S. 313–330)
- Bericht von Generation und Regeneration der Metallen (S. 331–358)
- Josaphat Friederich Hautnortons[3], oder Johann Harprechts, dritter Anfang der Mineralischen Dinge vom Philosophischen Saltz (S. 339–390)
- Chrys du Puris, Pontische oder Mercurial-Wasser der Weisen (S. 391–415)
- Eugenii Phialethae (Eugenius Philalethes), Euphrates, oder die Wasser vom Anfang (S. 415–480)
- Johann Friedrich Schweitzer (Helvetius): Jo. Friederich Helvetii, guldenes Kalb (S. 481–556)
- Joh. Pordaesche (John Pordage, 1607–1681), Philosophisches Sendschreiben von dem Stein der Weisheit (S. 557–596)
- Johannes de Monte Raphaim (ein Pseudonym), Vorbothe der am Philosophischen Himmel hervor brechenden Morgenröthe (S. 597–638)
- Register (S. 638–651)
- Fr. Basilii Valentini (Basilius Valentinus), TriumphWagen des Antimonii, mit Theodori Kerckringii Anmerckungen. Deme noch vorgesetzet: Herrn D. Georg Wolfg. Wedels, berühmten Professoris zu Jena, Anno 1704 in einem Programmate von Basilio Valentino ertheilte Nachricht und recommentation (S. 654–668: Vorrede von Friedrich Roth-Scholtz)

### Band 2
Der Band ist dem Kunstmäzen Franz Anton von Sporck gewidmet.
- Bened. Nicolai Petraei[4], Critique über die Alchymistischen Schriften (S. 1–86)
- Bedencken über die Frage, ob die Transmutatio Metallorum möglich sey? (S. 87–113)
- Responsum einer berühmten Juristen-Facultät: da sich ein Ehemann belehren lässet: Ob ihm das seiner Frauen in Gold transmutirte silberne Gefässe nicht zukomme? Oder doch wenigstens der usus fructus davon? (S. 113–118)
- (Julius Sperber) Isagoge, d. i. Einleitung zur wahren Erkänntnuß des Drey-einigen Gottes und der Natur. Worinnen auch viele vortreffliche Dinge von der Materia des Philosophischen Steins enthalten sind (S. 119–196)
- Pantaleonis (Franz Gassmann), Tumulus Hermetis Apertus; oder: das eröffnete Hermetische Grab (S. 197–258)
- Pantaleonis Examen Alchymisticum, oder: Alchymistische Prüffung (S. 259–312)
- Pantaleonis Bifolium Metallicum, das ist: Metallisches Zweyblat (S. 313–380)
- Joel Langelotts, Send-Schreiben von der Chymie; samt der Philosophischen Mühle in Kupffer gestochen (S. 381–406)
- Johann Heinrich Rudolffs,[5] Unterricht von der Amalgamation (S. 409–430)
- Johann Heinrich Rudolffs, Extra-Ordinair Bergwerck, durch die Amalgamation mit Quecksilber (S. 431–498)
- Johannis Garlandii, seu Hortulani, Compendium Alchimæ, oder Erklärung der Smaragdischen Tafel Hermetis Trismegisti (S. 499–530)
- Tabula Smaragdina Hermetis (S. 531–532)
- Arnaldus de Villanova: M. Arnoldi de Villanova, Erklärung über den Commentarium Hortulani (S. 533–550)
- Send-Schreiben von der Vortrefflichkeit der Chymischen Schrifften Petri Joh. Fabri (S. 551–566)
- Bartholomäi Korndorffers Beschreibung der Edelgesteine (S. 567–619)[6]

- Johann Joachim Becher: D. Joh. Joachim Bechers Oedipus Chymicus, oder Chymischer Rätseldeuter (S. 619–822)
- Jean D’Espagnet: Joannes d´Espagnets geheime Werck der hermetischen Philosophie (S. 823–912)

### Band 3
Der Band enthält vor allem Texte von Roger Bacon (oder solche, die ihm hier zugeschrieben werden) und Roth-Scholtz geht in Vorreden auf diesen und John Dee ein.
- Rogerii Baconis, Chymisch- und Philosophische Schrifften, die zum Theil in Deutscher Sprache nach niemals gedruckt; sondern zum erstenmal aus dem Englischen übersetzet worden; Vorrede von Friedrich Roth-Scholtzen (S. 1–22)
- Rogerii Baconis, Radix Mundi oder Wurtzel der Welt. Verdeutscht nach dem Englischen von William Salmon (S. 23–72)
- Rogerii Baconis, Medulla Alchemiæ, darinnen vom Stein der Weisen, und von den vornehmsten Tincturen des Goldes, Vitriols und Antimonii, gehandelt wird (S. 73–102)
- Rogerii Baconis, Tractat vom Golde, oder gründlicher Bericht von der Bereitung des Philosophischen Steins, so aus dem Golde gemacht wird (S. 103–128)
- Rogerii Baconis, Spiegel der Alchemie (S. 105–179)
- Rogeri Baconis, Tractat von der Tinctur und Oel des Vitriols, welchen er als ein edel, köstlich, und allergewissestes Secretum und Medicin der Menschen und Metallen, seinem geliebten Bruder Wilhelmo communiciret (S. 180–203)
- Rogeri Baconis, Tractat von der Tinctur und Oel des Antimonii, von der wahren und rechten Bereitung des Spießglases, menschliche Schwachheiten und Kranckheiten dadurch zu heilen, und die imperfecten Metallen in Verbesserung zu setzen (S. 205–226)
- Epistel oder Send-Brief des Kayser Alexandri, welcher zuerst in Griechenland und Macedonien regieret hat, auch ein Kayser der Persianer gewesen: Darinnen der Stein der Weisen durch ein Gleichnüß und Parabel sehr lustig und wohl beschrieben erkläret wird (S. 227–244)
- Rogerii Baconis, Send-Schreiben von geheimen Würckungen der Kunst und der Natur, und von der Nichtigkeit der falschen Magiæ (S. 246–286)
- Epistola de Secretis operibus artis & naturæ, & de nullitate Magiæ. Opera Johannis Dee, è pluribus exemplaribus castigata olim (S. 287–348)
- Responsum ad Fratres Rosaceæ Crucis illustris (S. 349–356)
- Gloria Mundi, sonsten Paradeiß-Tafel: das ist: Beschreibung der uhralten Wissenschaft, welche Adam von Gott selbst erlernet, Noa, Abraham, und Salomon, als eine der höchsten Gaben Gottes gebraucht (S. 357–510)
- Ein anander Tractätlein gleiches Inhalts mit dem vorigen (S. 511–537)
- Alethophili[7] Philosophische Betrachtung von Verwandelung der Metallen. Aus dem Lateinischen ins Deutsche übersetzet (S. 537–560)
- Warnungs-Vorrede wider die Betrüger, welche ein Anonymus A. 1670 und A. 1691 in Hamburg des Johannis Ticinensis, Anthonii de Abbatia und Edovardi Kellæi Chymischen Schriften vorgesetzet hat (S. 561–606)
- Johannis Ticinensis, eines Böhmischen Priesters, Chymische Schrifften; oder Proceß vom Stein der Weisen (S. 607–650)
- Anthonii Abbatia[8], eines in der Philosophischen Kunst erfahrnen Priesters, ausgefertigtes Send-Schreiben von dem Stein der Weisen, und von Verwandlung der Metallen. Aus dem Lateinischen ins Deutsche übersetzet (S. 651–680)
- Reverendissimi Archipresbyteri Magistri Anthonii de Abbatia Epistolæ duæ (…) (S. 681–732)
- Edward Kelley: Edovradi Kellæi, Buch von dem Stein der Weisen. An den Römischen Kayser Rudolphum II. ANNO MDXCVI. In Lateinischer Sprache geschrieben; Hernach in die Deutsche übersetzet (S. 733–798)
- Fragmenta quædam Edov. Kellæi ex ipsius Epistolis excerpta (S. 799–800)
- Edovardi Kellæi, Via Humida, sive Discursus de Menstruo Vegetabili Saturni (S. 801–854)
- (Thomas Vaughan) Aula Lucis, oder: Das Hauß des Lichts, durch S. N. * * * in Englischer Sprache beschrieben, und Anno 1690 in das Deutsche übersetzet durch Johann Langen / M.C. (S. 855–892).